# Pietro Bracci
Pietro Bracci (ur. 16 czerwca 1700 w Rzymie, zm. 13 lutego 1773 tamże) – włoski rzeźbiarz i restaurator epoki późnego baroku.

## Biografia
Pietro Bracci urodził się w Rzymie 16 czerwca 1700 roku. Ojciec Bartolomeo Cesare był snycerzem. Zdobył podstawowe wykształcenie, a następnie studiował filozofię i literaturę w szkole jezuitów. Zdaniem swego pierwszego biografa Niccola Gabburriego rysunku uczył się u Giuseppe Chiariego, zaś rzeźby u Camilla Rusconiego. W 1724 roku ożenił się z Faustiną Mancini, córką malarza Francesca Manciniego i otworzył własną pracownię na placu Trinità dei Monti w Rzymie. Został członkiem Arkadii, przyjmując imię pasterskie Gilisio Niddanio.
Pierwszym niezależnym dziełem Bracciego było popiersie papieża Benedykta XIII wyrzeźbione z okazji roku jubileuszowego 1725 dla bazyliki Matki Bożej Większej. W tym samym roku artysta otrzymał nagrodę w klasie rzeźby rzymskiej Akademii Świętego Łukasza za terakotową płaskorzeźbę przedstawiającą Jozjasza, króla judzkiego, przekazującego pieniądze na świątynię. Od tego roku rzeźbiarz zaczął prowadzić dziennik, notując wykonywane przez siebie prace. Zamówienia przychodziły przede wszystkim od mecenasów kościelnych.
W 1732 roku Bracciemu zlecono renowację Łuku Konstantyna. Artysta dorobił m.in. osiem głów imperatora, wzorując się na wyobrażeniu z monet. W 1734 kard. Alessandro Albani powierzył Bracciemu renowację Antinousa kapitolińskiego. Dla rzymskiej Villi Albani do marmurowego torsu dodał głowę, kreując w ten sposób rzeźbę Apolla. W latach 1733–1738 wykonał w marmurze posąg papieża Klemensa XII, znajdujący się w muzeum w Rawennie. W 1736 zaczął przygotowywać następny posąg Klemensa XII, który miał zostać odlany w brązie i stanąć na Kapitolu. Rzeźba, którą odlał 15 sierpnia 1739 roku Francesco Giardoni, została zniszczona w 1798 roku. W latach 1734–1737 Bracci pracował nad monumentem Benedykta XIII dla bazyliki Santa Maria sopra Minerva. Spod dłuta rzeźbiarza wyszła postać klęczącego papieża i alegoria Religii. Artysta był członkiem Akademii Świętego Łukasza od 1740 roku, wybrany jej księciem (wł. principe) 21 grudnia 1755 roku.
Ważniejszymi dziełami Bracciego są: Cud św. Andrzeja Corsiniego dla Kaplicy Corsinich w bazylice laterańskiej, monumenty Marii Klementyny Sobieskiej i papieża Benedykta XIV w bazylice watykańskiej oraz grupa Neptuna i trytonów w Fontannie di Trevi (według rysunku Nicoli Salviego).
Bracci wyrzeźbił dla bazyliki św. Piotra trzy olbrzymie rzeźby założycieli zakonów: Wincentego a Paulo, Hieronima Emilianiego i Norberta z Xanten. Zmarł w Rzymie 13 lutego 1773 roku. W Panteonie umieszczono w 1796 roku jego popiersie autorstwa Vincenza Pacettiego. Rzeźbiarz należał do stowarzyszenia „Accademia dei Virtuosi al Pantheon”.
Obaj synowie Virginio i Alessandro zostali rzeźbiarzami, córka Francesca miniaturzystką.

## Ważniejsze rzeźby
Poza nielicznymi wyjątkami większość prac Pietra Bracciego znajduje się w Rzymie:
- popiersie papieża Benedykta XIII (1725, bazylika Matki Bożej Większej)
- popiersia kard. Fabrizia Paolucciego i papieża Innocentego XII (1725, bazylika świętych Jana i Pawła na Celiusie)
- uskrzydlona Fama podtrzymująca rzeźbiony portret (1727, kościół św. Marcelego)
- marmurowe putty (Kościół św. Marcelego)
- statuy świętych Piotra Nolasco i Feliksa de Valois (1730, bazylika w Marfie)
- płaskorzeźba ze św. Andrzejem Corsinim (1732, bazylika laterańska)
- monument Benedykta XIII (1737, bazylika Santa Maria sopra Minerva)
- statua Klemensa XII (1738, Museo nazionale di Ravenna)
- statua Klemensa XII (1739, zniszczona w 1798)
- monument kard. Innica Caracciolego (1738, kościół San Paolo apostolo w Aversie)
- monument Marii Klementyny Sobieskiej (1739, bazylika watykańska, wg projektu Filippa Barigioniego)
- statua Matki Bożej Wniebowziętej (1739, katedra w Neapolu, wg projektu Paola Posiego)
- monument kard. Giuseppe R. Imperialiego (1741, bazylika Sant’Agostino)
- statua alegoryczna Pokory (1742, bazylika Matki Bożej Większej)
- monument Carla L. Calcagniniego (1748, bazylika św. Andrzeja „delle Fratte”)
- posągi Wincenty a Paulo, Hieronim Emilianiego i Norbert z Xanten (1754–1756)
- statua monumentu kard. Pietra Luigiego Carafy (1759, bazylika św. Andrzeja „delle Fratte”)
- elementy ołtarza w kaplicy Madonna del Sudore (1759, Katedra w Rawennie)
- Neptun i trytony (1759–1762, Fontanna di Trevi)
- monument papieża Benedykta XIV (1769, bazylika watykańska, razem z Gasparem Sibillą)

## Galeria

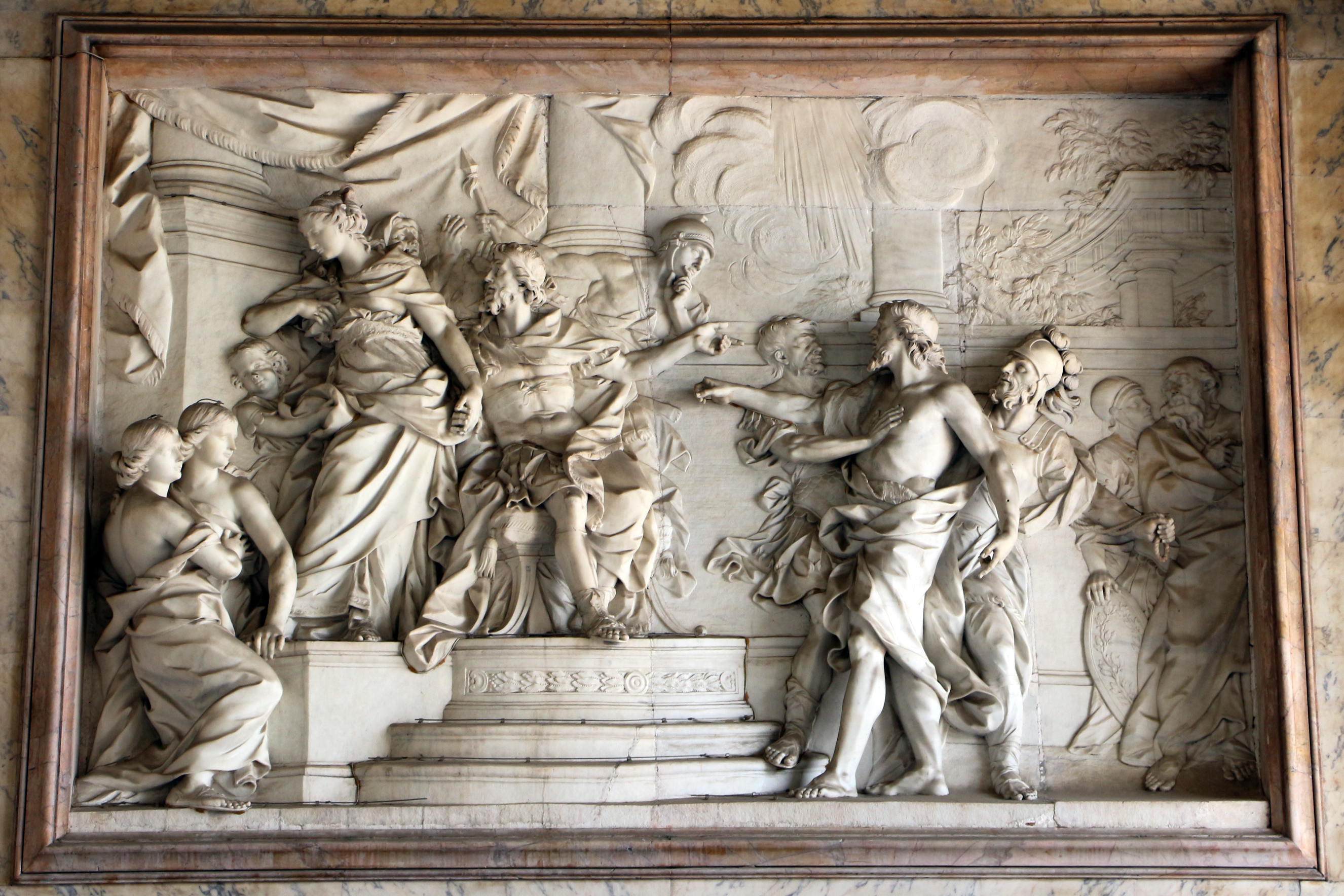
Jan Chrzciciel zarzucający Herodowi cudzołóstwo z Herodiadą (1734, bazylika laterańska)
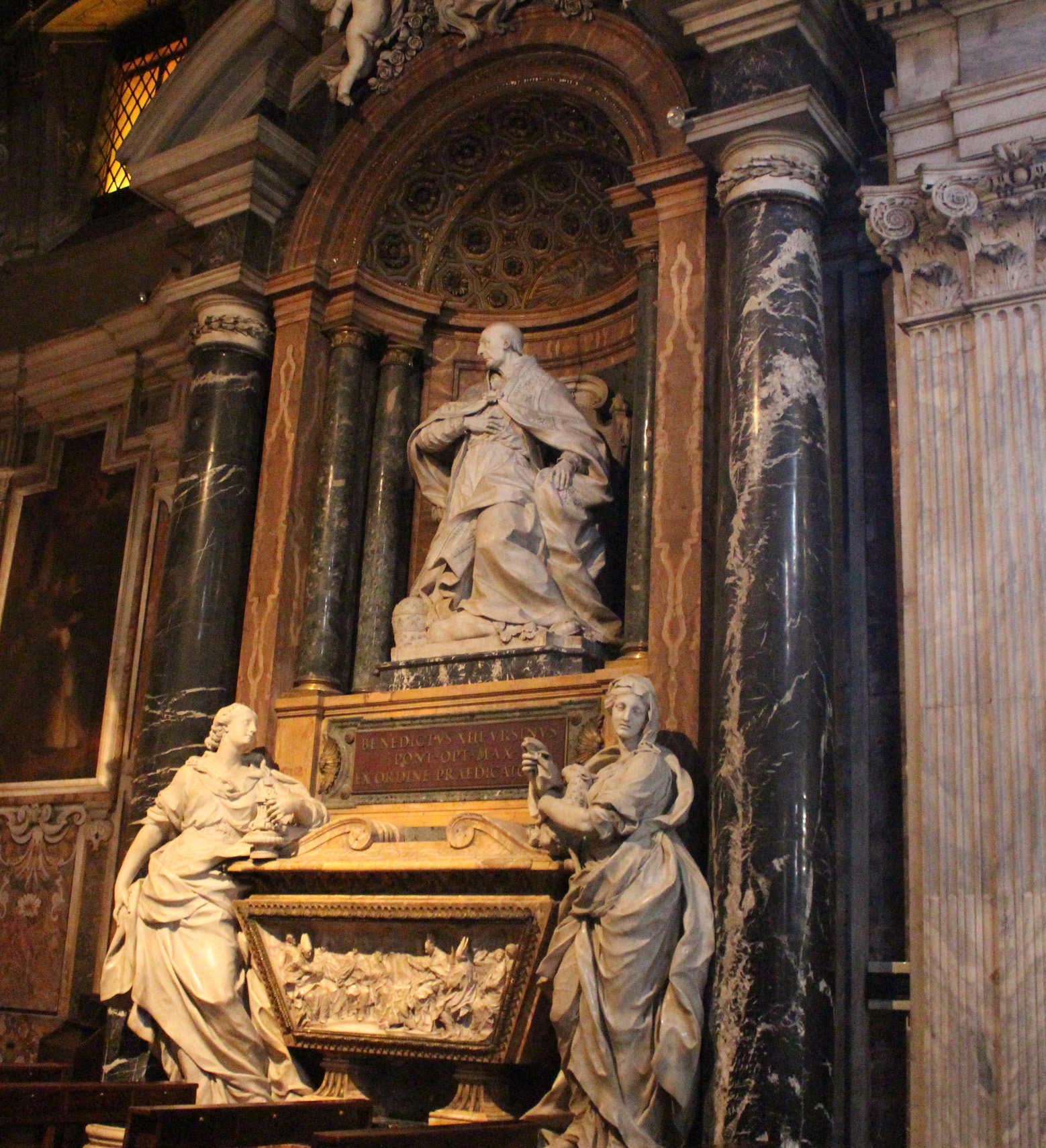
Monument Benedykta XIII (1737, bazylika Santa Maria sopra Minerva)
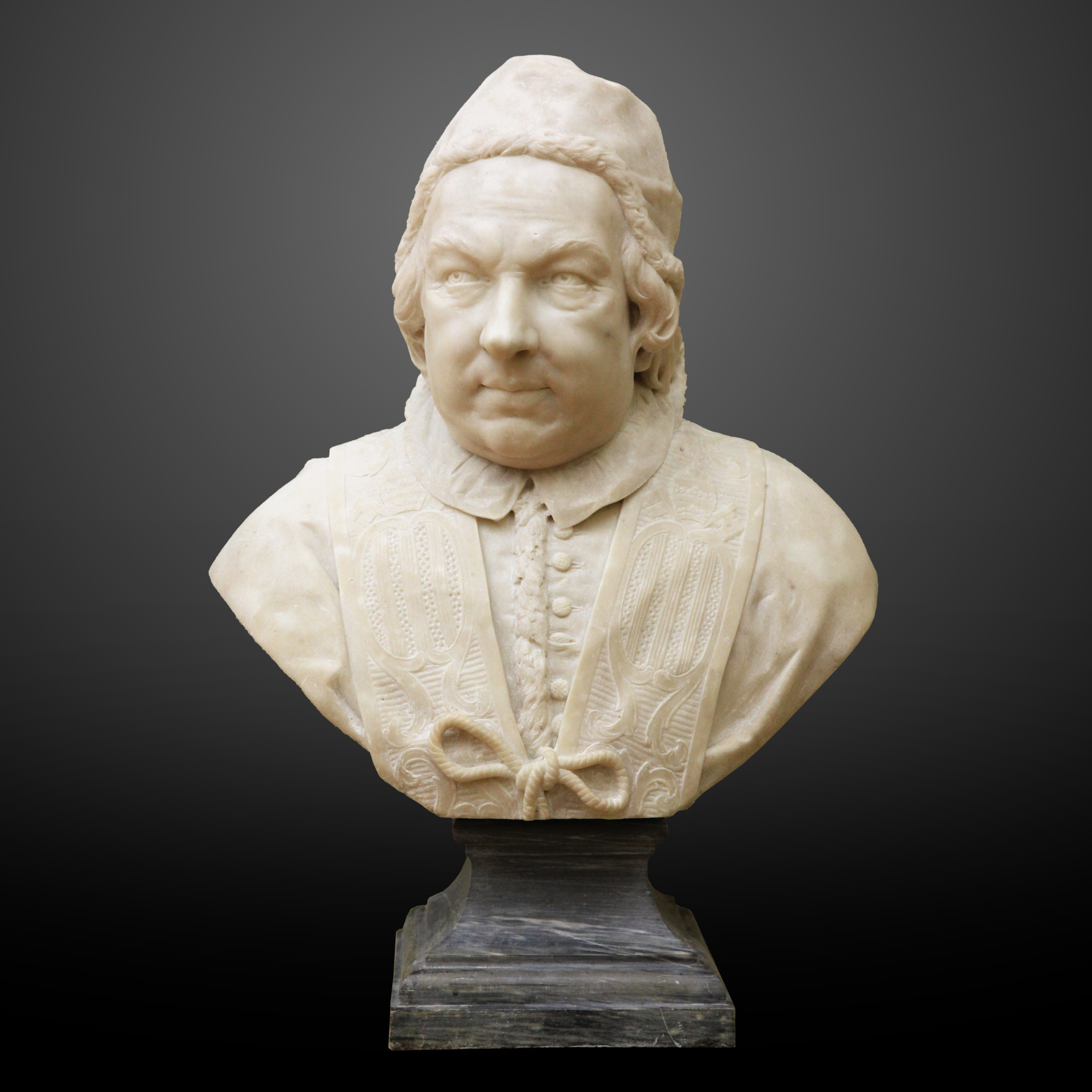
Popiersie Benedykta XIV (Musée de Grenoble)
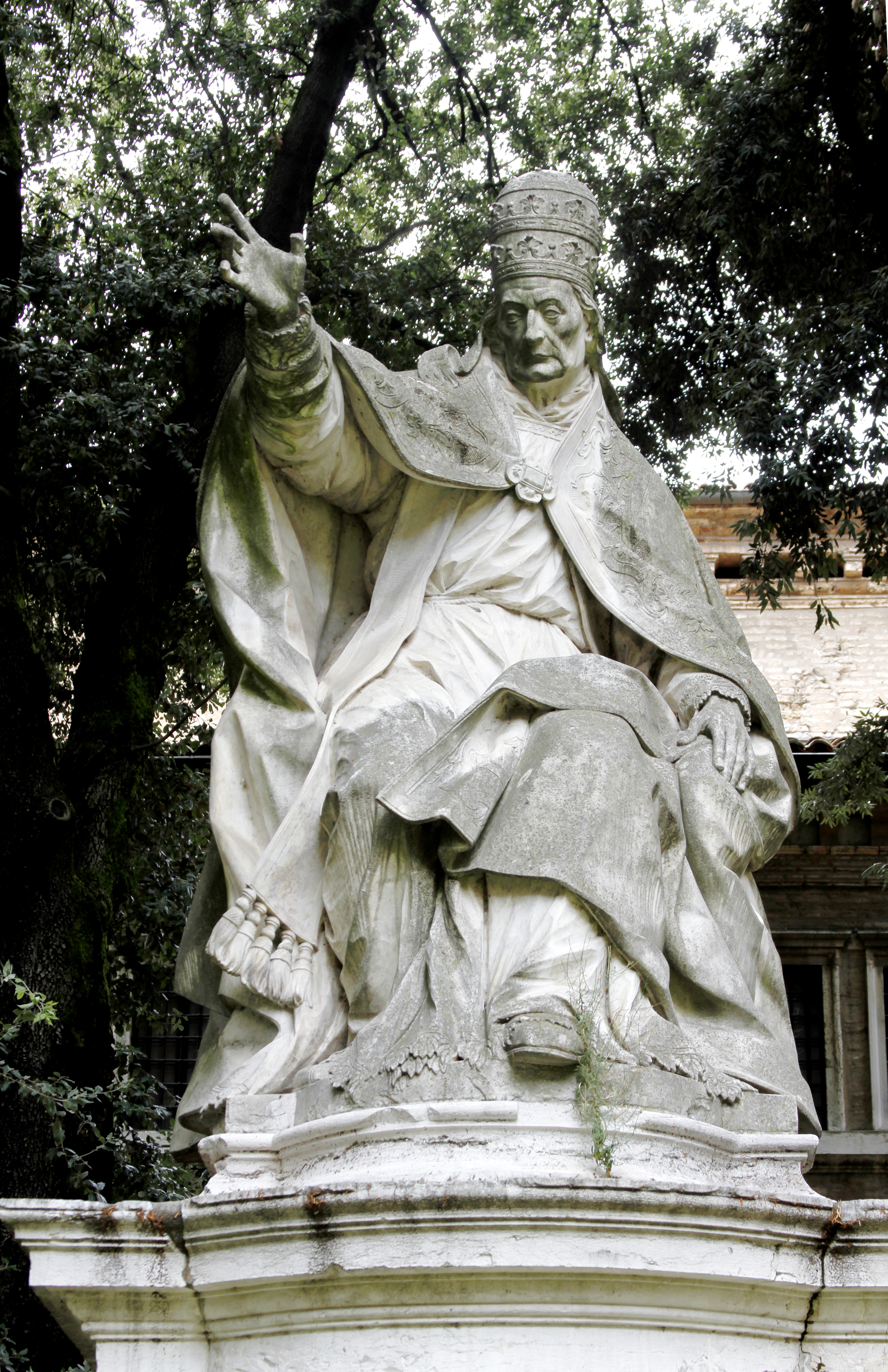
Papież Klemens XII (1738, Rawenna)
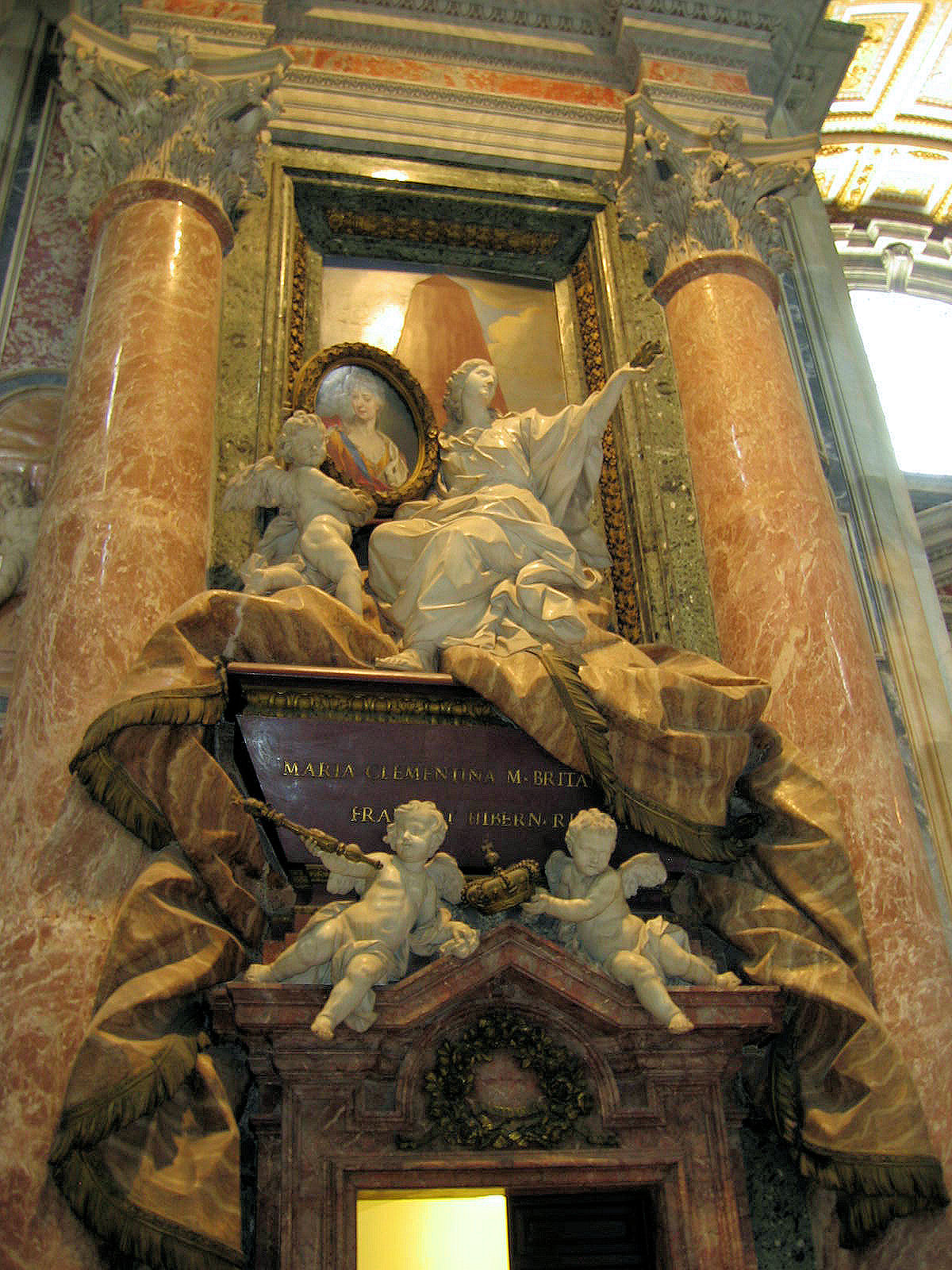
Monument Marii K. Sobieskiej (1739, bazylika watykańska)
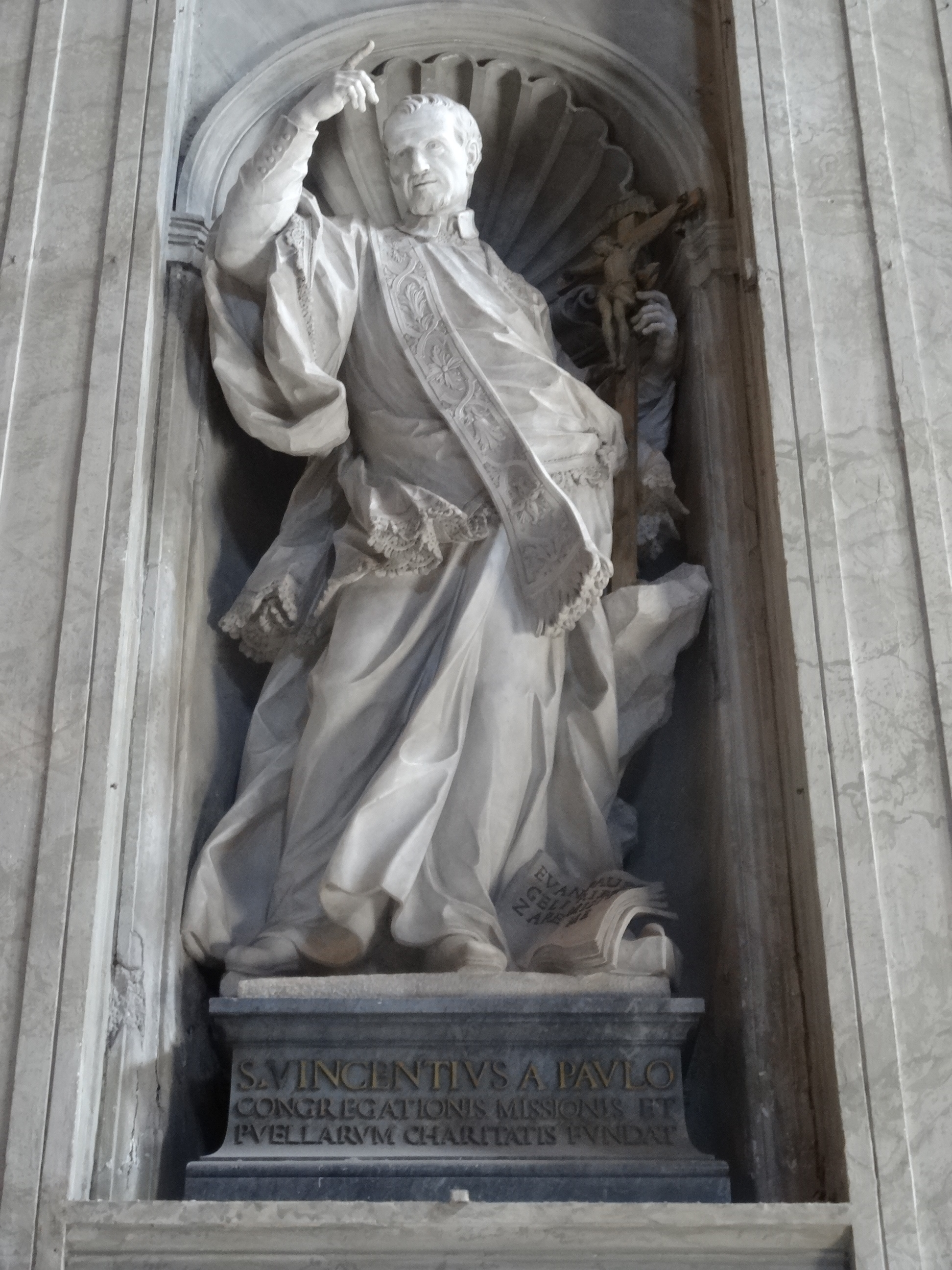
Wincenty a Paulo (1754–1756, bazylika watykańska)
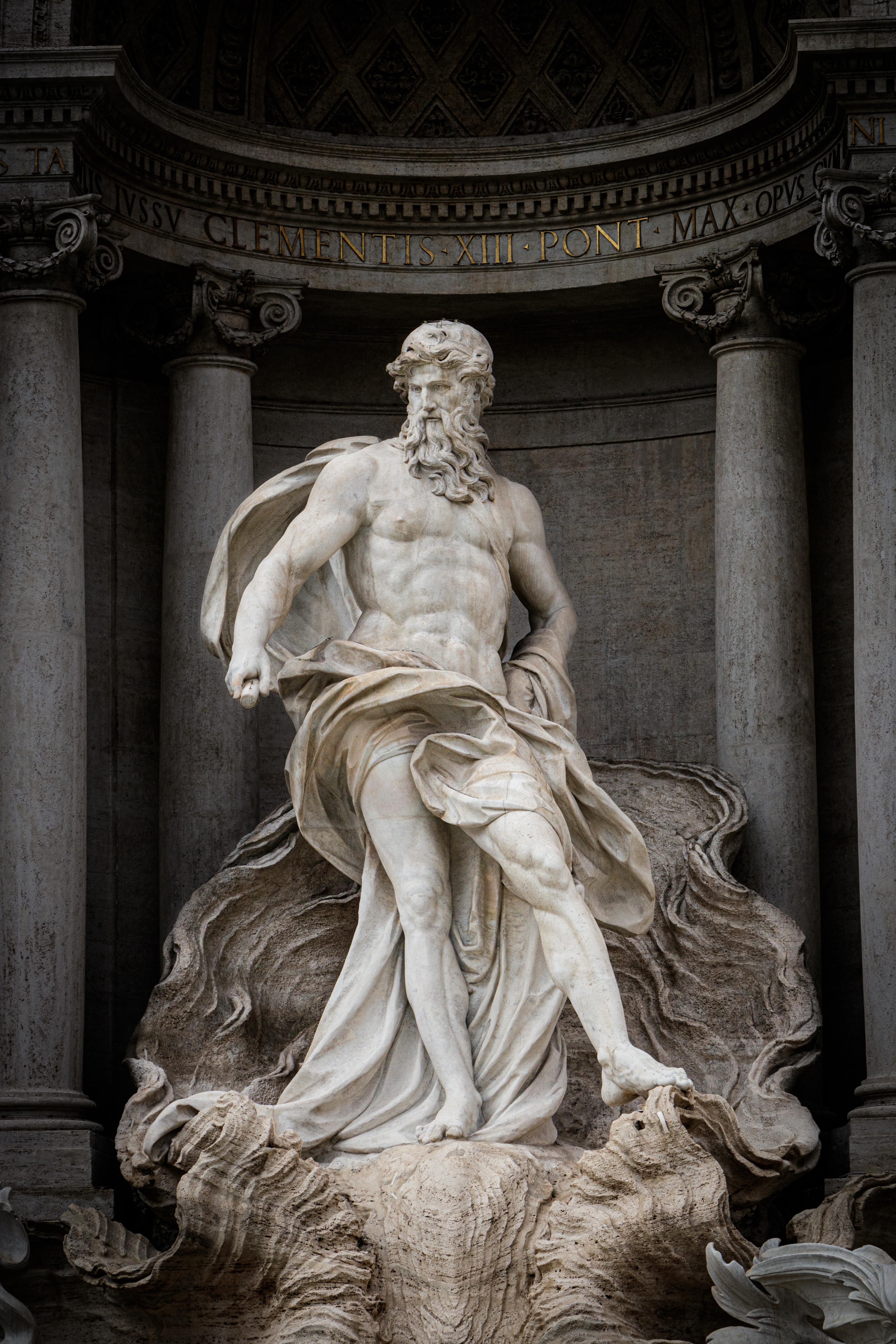
Neptun (1759–1762, Fontanna di Trevi)
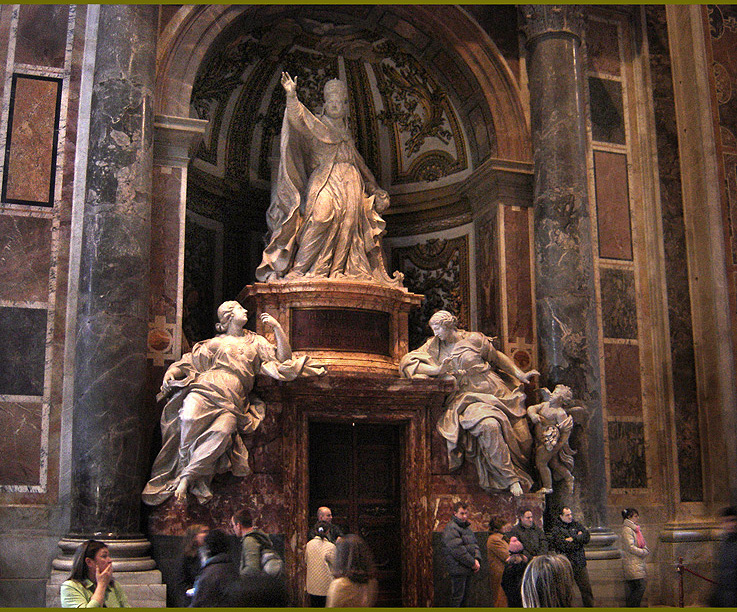
Monument Benedykta XIV (1769, bazylika watykańska)